# Stigmella trifasciata
Stigmella trifasciata là một loài bướm đêm thuộc họ Nepticulidae. Loài này có ở Nhật Bản.